# لولوة
لولوة (باليونانية: Λούλον) هي قلعة تقع بالقرب من قرية حسنغازي في تركيا.
كان الموقع ذو أهمية إستراتيجية حيث كان يسيطر على المخرج الشمالي لبوابات غيليسيان. في القرنين 8 و9، كانت تقع على الحدود بين الإمبراطورية البيزنطية والخلافة الإسلامية ولعبت دورًا بارزًا في الحروب الإسلامية البيزنطية في تلك الفترة وتغير حكامها عدة مرات.